# Love You till Tuesday
Singles de David Bowie
The Laughing Gnome
(avril 1967) Space Oddity
(juillet 1969)
Love You till Tuesday est une chanson de David Bowie parue en 1967 sur son premier album, David Bowie, ainsi qu'en single. C'est son dernier single pour le label Deram Records.

## Histoire
David Bowie enregistre une démo de Love You till Tuesday dès 1965 ou 1966, seul avec sa guitare acoustique. La version figurant sur l'album David Bowie est enregistrée le 25 février 1967 aux studios Decca de Londres, lors d'une journée de travail qui aboutit également à l'enregistrement de When I Live My Dream et d'une nouvelle version de Rubber Band.
Le 3 juin, deux jours après la sortie de l'album, Bowie retourne aux studios Decca pour réaliser une nouvelle version de Love You till Tuesday en vue d'une parution en single. Les arrangements de cette nouvelle version, enregistrée avec des musiciens de studio inconnus, sont réalisés par Ivor Raymonde. Le 45 tours est édité par Deram Records au Royaume-Uni le 14 juillet, puis aux États-Unis le 28 août. Pour la première fois, un single de Bowie reçoit de très bonnes critiques : Penny Valentine loue « son sens du timing et son humour incroyables » dans Disc, tandis que Chris Welch décrit Bowie comme « l'un des très rares chanteurs solos originaux dans le petit monde de la pop britannique » dans Melody Maker. Malgré ces louanges, Love You till Tuesday n'entre dans aucun hit-parade.
Pour assurer la promotion du single, Bowie interprète Love You till Tuesday dans l'émission de télévision néerlandaise Fenkleur et dans une séance pour la BBC à la fin de l'année 1967. Il enregistre également une version chantée en allemand, Lieb' Dich Bis Dienstag, en janvier 1969. Cette version allemande vise à promouvoir le film Love You till Tuesday, une série de vidéos reprenant plusieurs chansons de l'album David Bowie, dont celle qui lui donne son titre et qui lui sert de générique de début.

## Caractéristiques artistiques

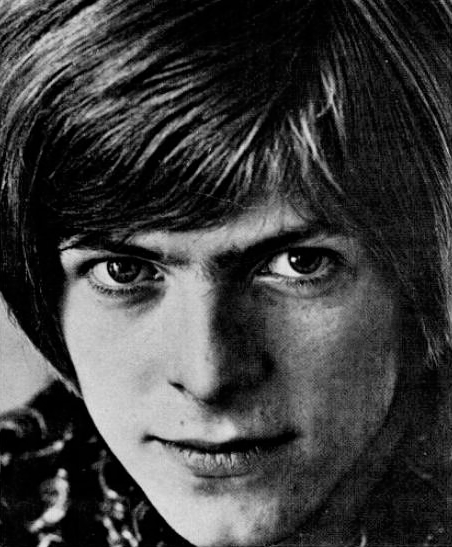
David Bowie en 1967.

Love You till Tuesday est une chanson d'amour légère qui présente, selon Nicholas Pegg, « l'une des plus accrocheuses des premières mélodies » de Bowie. La version single inclut une citation de l'air Hearts and Flowers (en) d'Alphons Czibulka dans sa coda.

## Fiche technique

### Titres
Toutes les chansons sont écrites et composées par David Bowie.
| 1. | Love You till Tuesday     | 2:59 |
| 2. | Did You Ever Have a Dream | 2:06 |

### Interprètes
- David Bowie : chant
- Sur l'album :
  - Dek Fearnley : basse
  - Derek Boyes : piano
  - John Renbourn : guitare
  - John Eager : batterie
- Sur le single :
  - musiciens de studio inconnus sur Love You till Tuesday
  - Dek Fearnley : basse sur Did You Ever Have a Dream
  - Derek Boyes : piano bastringue sur Did You Ever Have a Dream
  - John Eager : batterie sur Did You Ever Have a Dream
  - Big Jim Sullivan : banjo sur Did You Ever Have a Dream[7]

### Équipe de production
- Mike Vernon : producteur
- Bill Price : ingénieur du son sur Love You till Tuesday (single)
- Gus Dudgeon : ingénieur du son sur Love You till Tuesday (album) et Did You Ever Have a Dream
- Arthur Greenslade : arrangements sur Love You till Tuesday (album)
- Ivor Raymonde : arrangements sur Love You till Tuesday (single)
- Dek Fearnley : arrangements sur Did You Ever Have a Dream[7]